# Amir Abu al-Khair
Amir Fuad Abu al-Khair Abdel Meguid (in arabo عمر فواد عمر ابو الخير‎?; 18 giugno 1961) è un ex cestista egiziano.

## Carriera
Con l'Egitto ha disputato due edizioni dei Giochi olimpici (Los Angeles 1984 e Seul 1988) e i Campionati mondiali del 1990.